# Klemens Bittmann

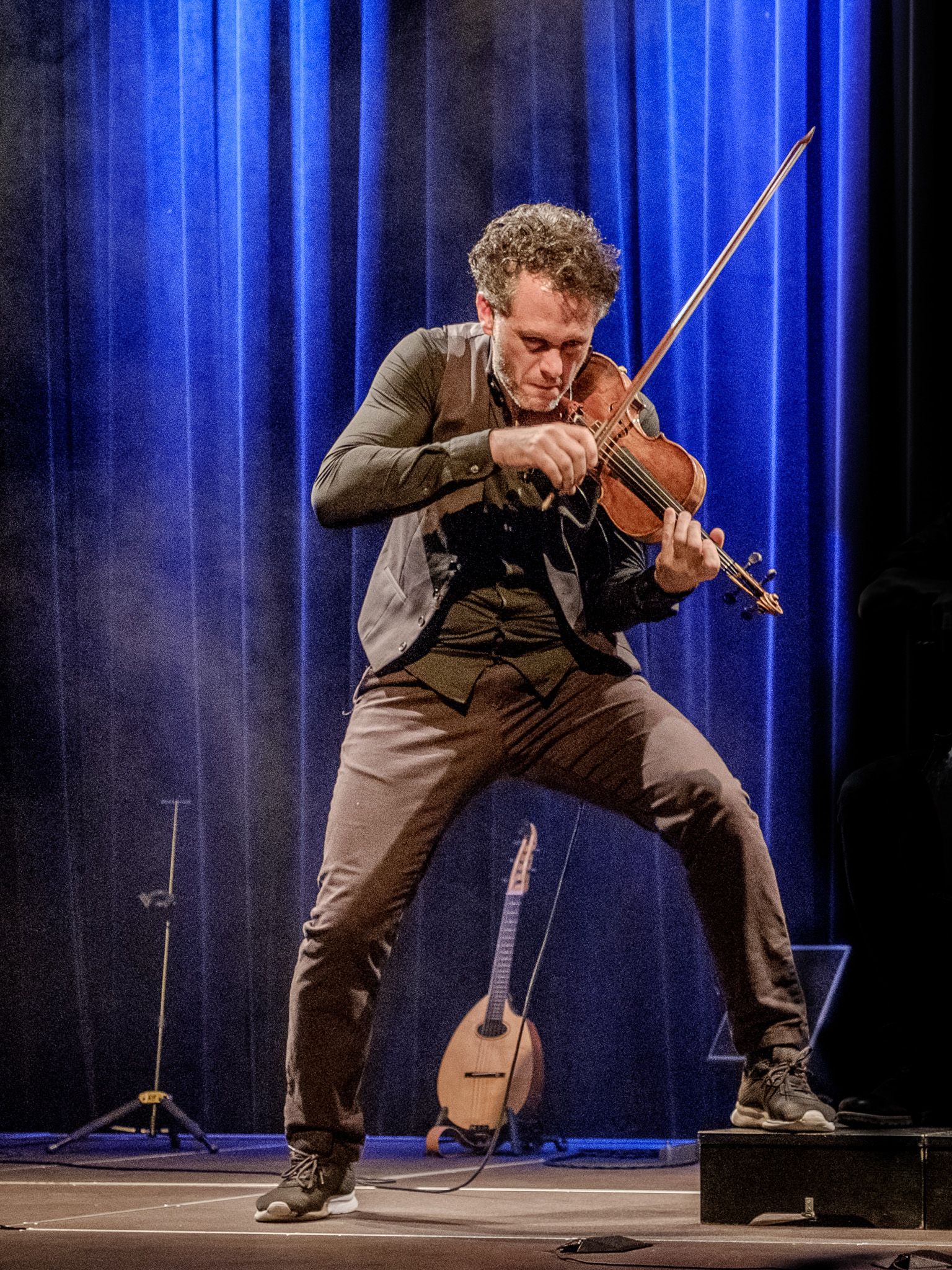
Klemens Bittmann im Konzert BartolomeyBittmann - »Best of BB« im Kulturhaus Emailwerk am 6. Juli 2024

Klemens Bittmann (* 1977 in Graz) ist ein österreichischer Geiger, Mandolaspieler und Komponist.

## Leben und Wirken
Bittmann, der in einer Familie von Musikliebhabern aufwuchs, erhielt bereits mit sechs Jahren klassischen Geigenunterricht. Dann studierte er klassische Violine an der Universität für Musik und darstellende Kunst Graz, aber auch Jazzvioline bei Didier Lockwood in Paris.
Seine musikalischen Interessen waren von Anfang an breit gefächert. 2000 gründete er in Graz mit Studienkollegen das Quartett Folksmilch, das bis heute existiert und bisher fünf Alben vorlegte. 2001 gründete er mit Georg Gratzer, Helgi Hrafn Jonsson, Christian Bakanic, Christian Wendt und Jörg Haberl das Sextett Beefólk, das eine Brücke zwischen Folk und Jazz spannte, mit Wolfgang Muthspiel tourte und international auf großen Festivals spielte (es legte drei Alben vor und existierte bis Ende 2011). Bittmann arrangierte zudem die Musik von John McLaughlin für das Radio String Quartet. 2009 schrieb er die Musik für sein Soloalbum Leaving Velidhu. Seit 2010 arbeitete er gemeinsam mit dem Sänger Ulfried Staber im Projekt „Frauendienst“ an der Vertonung von Texten des Minnesängers Ulrich von Liechtenstein.
2011 entwickelte Bittmann für das Festival „liquid music“ in Judenburg die Klanginstallation „From the Distance“ und 2012 die Live-Loop-Performance „En passant“. 2012 gründete er mit dem Cellisten Matthias Bartolomey das Duo BartolomeyBittmann, das bisher fünf Alben veröffentlichte und international tourte. Das Album Zehn (2022) wurde im 3. Quartal 2022 auf die Bestenliste vom Preis der deutschen Schallplattenkritik aufgenommen. Mit dem Holzbläser Georg Gratzer spielt er im Duo Telemannia. Weiterhin gehört er zum Quartett von Alegre Corrêa. Auch ist er an Alben von Klaus Paier, Anna F., Boy und Andreas Bourani beteiligt.
Daneben unterrichtet Bittmann an der Grazer Musik-Universität. Ferner komponiert er Theatermusiken und führt diese auf.
Zusammen mit Christian Bakanic und Christofer Frank erhielt er 2020 den Deutschen Dokumentarfilm-Musikpreis für die Musik des Films Die letzten Österreicher auf dem Internationalen Dokumentarfilmfestival München.